# Safonowo (Murmansk)
Safonowo (russisch Сафоново) ist eine Siedlung städtischen Typs in der Oblast Murmansk mit 5255 Einwohnern (Stand 14. Oktober 2010). Der Ort ist nach dem sowjetischen Piloten Boris Feoktistowitsch Safonow benannt. 

## Geographie
Safonowo liegt im Norden der Halbinsel Kola und an der Kola-Bucht. Sie gehört zum „geschlossenen“ Stadtkreis (SATO) Seweromorsk und befindet sich etwa sechs Kilometer südöstlich von dessen Zentrum Seweromorsk.

## Geschichte

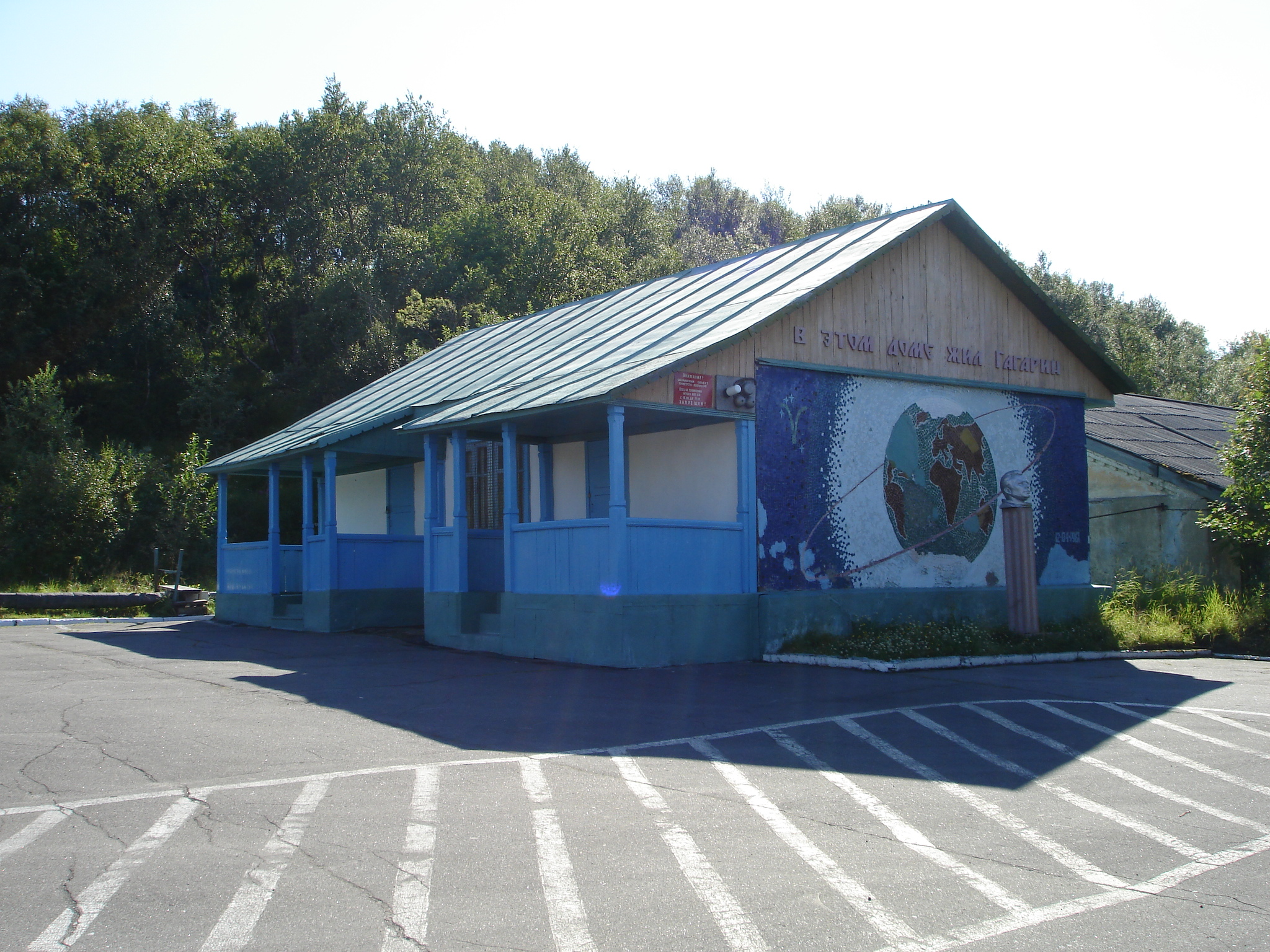
Museum für die Luftwaffenabteilung der Nordflotte

Der Ort wurde erstmals zu Beginn des 20. Jahrhunderts unter dem Namen Grjasnaja Guba erwähnt, als dort mehrere Fischerhütten standen. 1936 änderte sich der Ort schlagartig, als beschlossen wurde, dort einen Flugplatz für die Marinefliegerkräfte der sowjetischen Nordflotte zu errichten.
Danach wuchs der Ort durch den Bau von Verwaltungsgebäuden, die meisten Menschen wohnten jedoch in einfacheren Holzhütten, von denen die meisten in den 1980er-Jahren zerstört wurden. Am 15. Juli 1954 erhielt der Ort zu Ehren des sowjetischen Kriegshelden und Piloten Boris Safonow den Namen Safonowo. 1966 wurde Safonowo dem Stadtkreis Seweromorsk zugeordnet.
Im Ort gibt es seit 1976 ein Museum für die Luftwaffenabteilung der Nordflotte. Des Weiteren erinnert ein Denkmal an in der Schlacht gefallene Soldaten der Nordflotte. 
Auch heute noch existiert in Safonowo eine Werft für U-Boote der Nordflotte.

### Bevölkerungsentwicklung
| 1970 | 1979 | 1989 | 2002 | 2010 |
| 4738 | 6033 | 7661 | 4853 | 5255 |